# كفتة

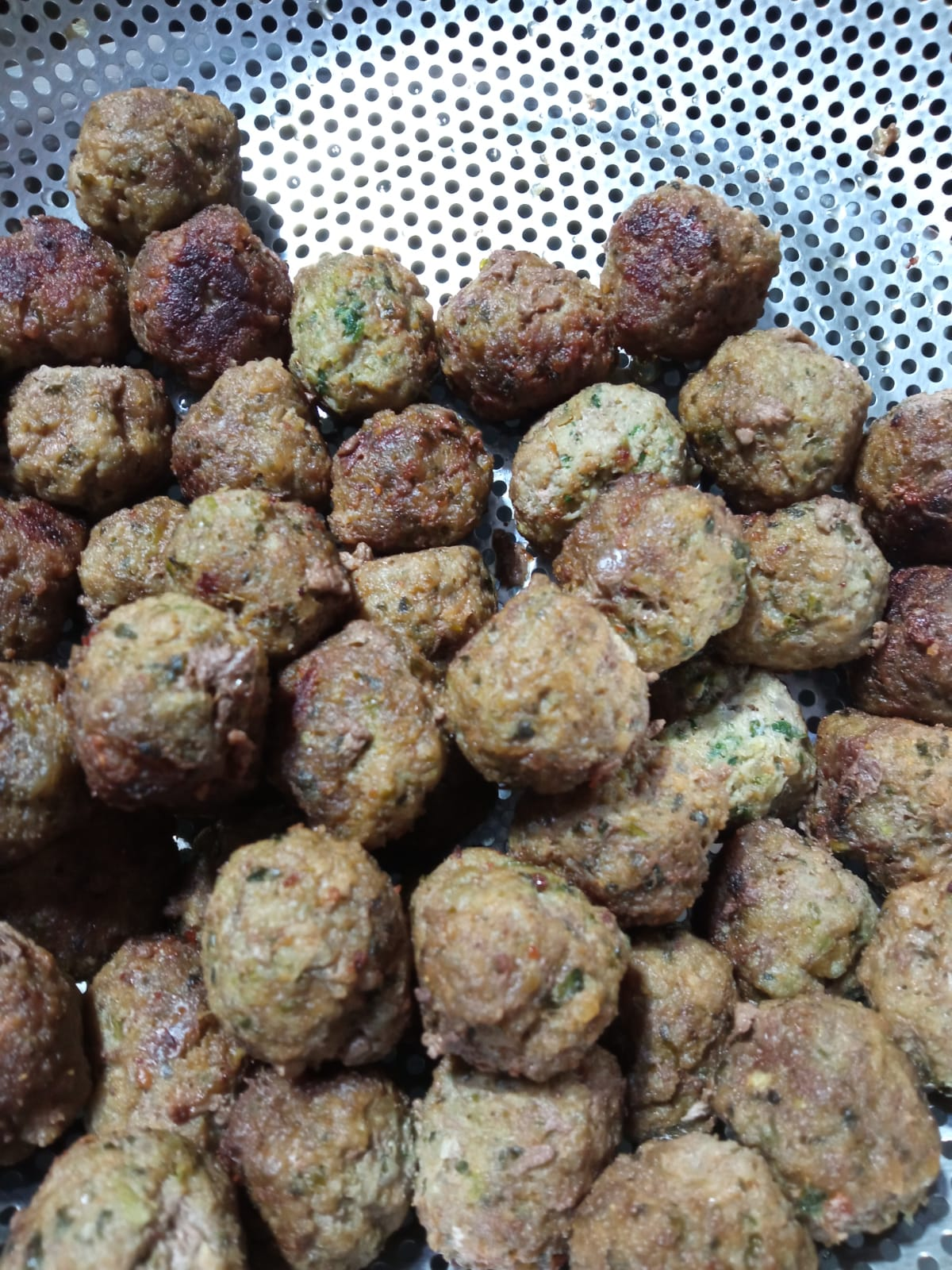
كفتة فلسطينية

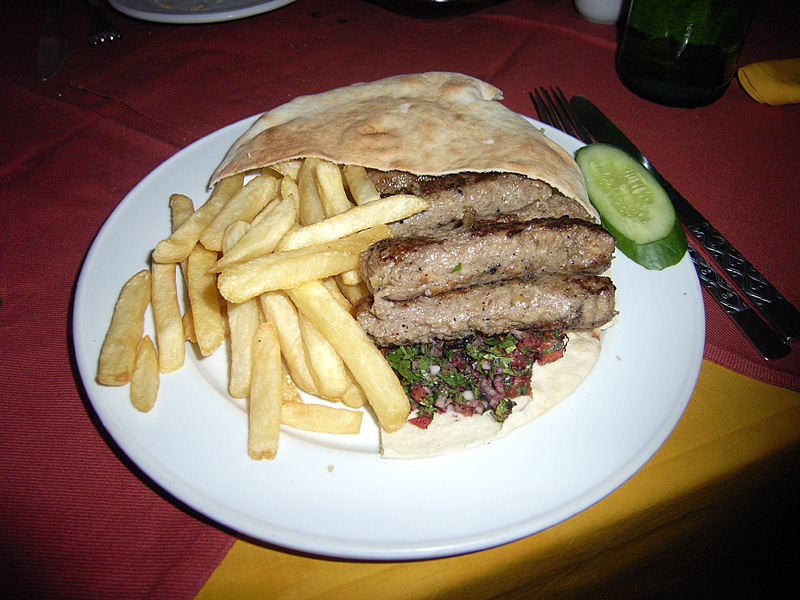
كفتة مصرية

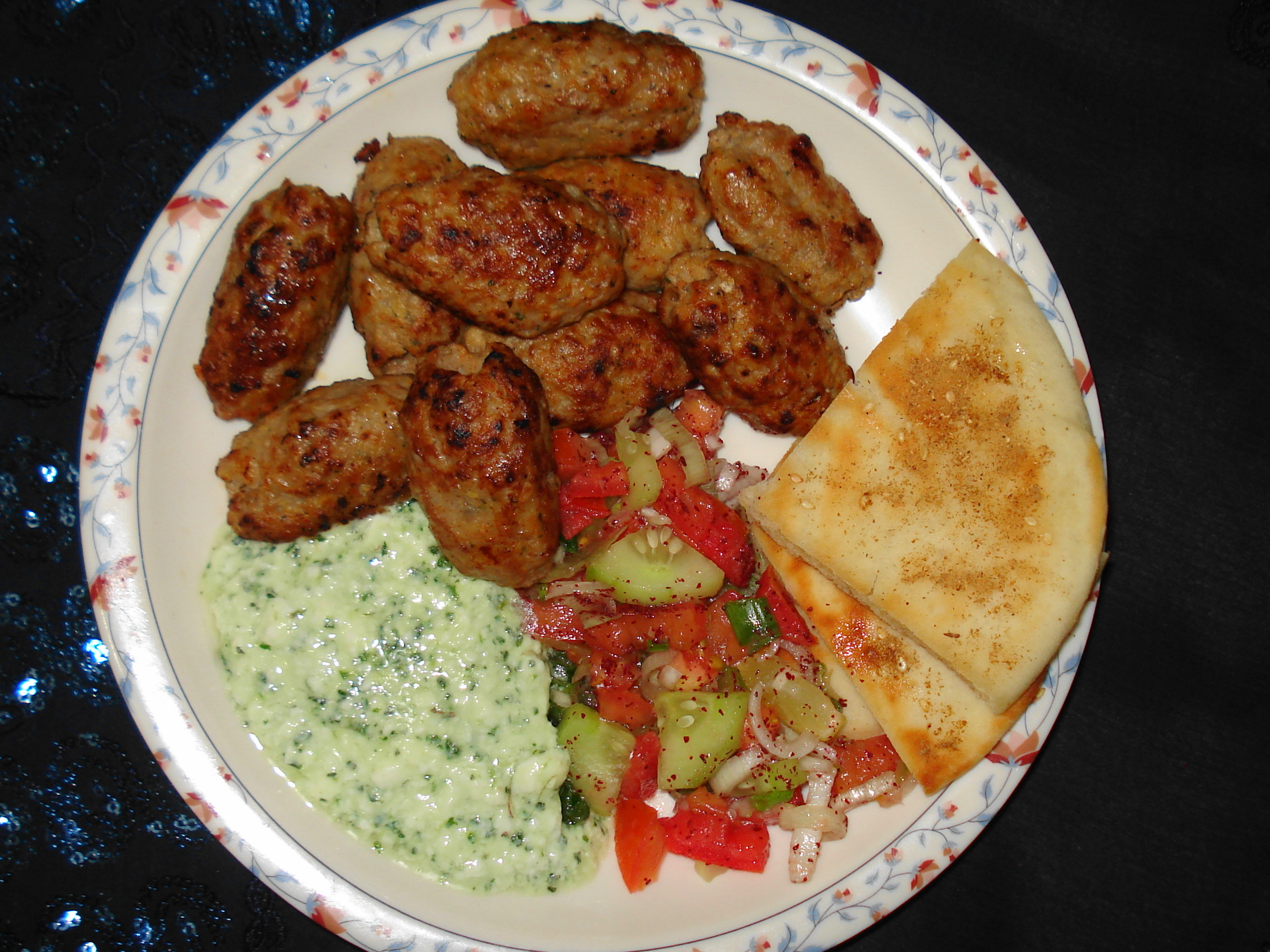
صحن كفتة مشوية مع المقبلات

الكُفْتَة نوع من الأطعمة تُحَضَّر بفرم اللحم والبقدونس والبصل وأحياناً مع البطاطس فَرماً ناعماً وتفرش فرشاً كاملاً في الصينية أو تُشَكَّل كالأصابع (حسب الرغبة) ثم يسكب عليها الماء وتوضع في الفرن وبعد 5 دقائق يتم التخلص من الماء الذي يمتص المواد الكريهة الموجودة في اللحم (الزفرة) ويضاف إليها بدلاً منه الطحينية (زيت السمسم) ويعلوها شرائح أو أصابع البطاطا ولمن لا يحبون الطحينية فهناك طريقة أخرى باستخدام شرائح البندورة حسب الرغبة.
تشتهر الكفتة في سوريا ولبنان وفلسطين والأردن ومصر والسعودية والمغرب والجزائر وتونس والعراق

## المعلومات الغذائية
تحتوي وجبة الكفتة بالبطاطا (380غ تقريباً) بحسب موقع شهية، على المعلومات الغذائية التالية:
- السعرات الحرارية: 476
- الدهون: 20
- الدهون المشبعة: 13
- الكوليسترول: 118
- الكاربوهيدرات: 41
- البروتينات: 35

مع العلم أن هذه الوصفة تحتوي على دبس الرمان ومعجون الطماطم.